# Tèner
D'acord amb la mitologia grega, Tèner (en grec antic Τήνερος) va ser un heroi, fill d'Apol·lo i de Mèlia.
Era germà de l'heroi Ismeni, que va donar nom al riu Ismenos, de Beòcia. Dotat pel seu pare del do de la profecia, va ser sacerdot del temple d'Apol·lo Pteu, i era un endeví famós. Va regnar a Tebes.